# إلفيس بيريرا
إلفيس بيريرا (بالبرتغالية: Élvis Alves Pereira‏) هو لاعب كرة قدم برازيلي في مركز الدفاع، ولد في 23 أغسطس 1977 في ساو باولو في البرازيل. لعب مع جمعية بورتوغيزا الرياضية وديبورتيفو داس أيفيس وديسبورتيفو تروفينسي ونادي سي آر بي ونادي غوياس ونادي فييرينسي ونادي ليتشويس.

## وصلات خارجية
- إلفيس بيريرا على موقع قاعدة بيانات كرة القدم.إي يو (الإنجليزية)